# Lomographa brunneimargo
Lomographa brunneimargo là một loài bướm đêm trong họ Geometridae.